# Radvattnet
Radvattnet är en sjö i Ljusdals kommun i Hälsingland och ingår i Ljusnans huvudavrinningsområde. Sjön är 6,2 meter djup, har en yta på 0,627 kvadratkilometer och befinner sig 410,1 meter över havet. Sjön avvattnas av vattendraget Handsjöån.

## Delavrinningsområde
Radvattnet ingår i det delavrinningsområde (685973-145504) som SMHI kallar för Inloppet i Radvattnet. Medelhöjden är 442 meter över havet och ytan är 5,18 kvadratkilometer. Räknas de 2 avrinningsområdena uppströms in blir den ackumulerade arean 29,24 kvadratkilometer. Handsjöån som avvattnar avrinningsområdet har biflödesordning 4, vilket innebär att vattnet flödar genom totalt 4 vattendrag innan det når havet efter 209 kilometer. Avrinningsområdet består mestadels av skog (68 procent) och sankmarker (15 procent). Avrinningsområdet har 0,63 kvadratkilometer vattenytor vilket ger det en sjöprocent på 12,1 procent.